# 1920 în științifico-fantastic
- 1919 în științifico-fantastic — 1920 în științifico-fantastic — 1921 în științifico-fantastic

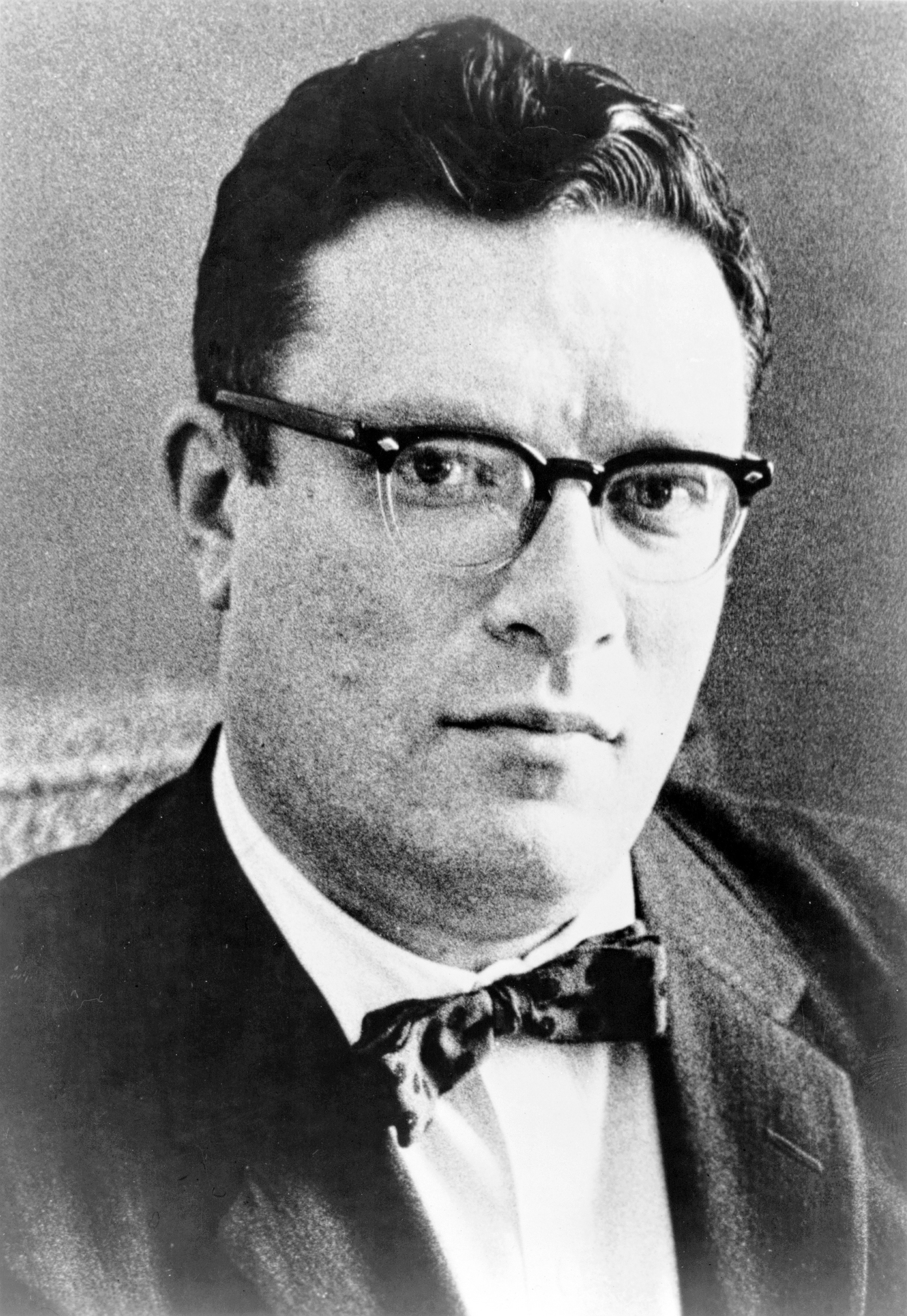
Isaac Asimov

1920 în științifico-fantastic a implicat o serie de evenimente:

## Nașteri și decese

### Nașteri
- William C. Anderson (d. 2003)
- Isaac Asimov, a scris Seria Imperiul Galactic, Seria Roboților (d. 1992)
- Ray Bradbury (d. 2012)
- Clark Darlton, Pseudonimul lui Walter Ernsting (d. 2005)
- Françoise d’Eaubonne (d. 2005)
- Siegfried Dietrich
- Philippe Ebly (d. 2014)
- Walter Ernsting (d. 2005)
- Nancy Freedman (d. 2010)
- Daniel F. Galouye (d. 1976)
- Marlen Haushofer (d. 1970)
- Frank Herbert, a scris Dune (d. 1986)
- P. D. James (d. 2014)
- John Mantley (d. 2003)
- Sam Moskowitz (d. 1997)
- Tilde Michels (d. 2012)
- Victor Norwood (d. 1983)
- Mîkola Rudenko (d. 2004)
- Gerhard R. Steinhäuser (d. 1989)
- William Tenn, Pseudonimul lui Philip Klass (d. 2010)
- Theodore L. Thomas (d. 2005)
- Heinz Vieweg
- Wolf Weitbrecht (d. 1987)
- Richard Wilson (d. 1987)
- Georg Zauner (d. 1997)

### Decese
- William Dean Howells (n. 1837)
- Max Wilhelm Meyer (n. 1853)
- Hugo Pratsch (n. 1854)

## Cărți

### Romane
- The Golden Book of Springfield de Vachel Lindsay
- The Heads of Cerberus de Francis Stevens
- A Voyage to Arcturus de David Lindsay
- The Torch de Jack Bechdolt; în foileton în Argosy

## Filme
| Titlu                  | Regizor           | Distribuție                                          | Țara                                                  | Sub-Gen /Note |
| ---------------------- | ----------------- | ---------------------------------------------------- | ----------------------------------------------------- | ------------- |
| Algol                  | Hans Werckmeister | Emil Jannings, John Gottowt, Hans Adalbert Schlettow | Germania                                              |               |
| The Invisible Ray      | Harry A. Pollard  | Ruth Clifford, Jack Sherrill, Sidney Bracey          | Statele Unite ale Americii                            | Film serial   |
| Dr. Jekyll și Mr. Hyde | John S. Roberson  | ‎John Barrymore‎; ‎Martha Mansfield                     | Regatul Unit al Marii Britanii și al Irlandei de Nord |               |